# Belisana ratnapura
Belisana ratnapura là một loài nhện trong họ Pholcidae. Loài này được phát hiện ở Sri Lanka.